# ユニオン製造
ユニオン製造(ユニオンせいぞう、英語:Union Construction Company,UCC)は1901年に創業された車両製造会社である。ロンドン地下鉄と関係の深いアメリカ人実業家チャールズ・ヤーキスが創業者に名を連ねている。ユニオン製造は1933年設立されたロンドン旅客運輸公社の前身であるロンドン地下電気鉄道の一部問であり、イングランド、ミドルセックスのフェルタムに拠点を置いた。
1925年までUCCの経営は危機的な状況が続いていたが、このころからセントラル線用電車の修繕工事を行うようになり、1927年にはロンドン地下鉄スタンダード形電車の製造も手がけた。メトロポリタン路面鉄道(MET)の大規模改修工事にも関係するようになった。
UCCは1929年にユニオン製造金融会社(The Union & Finance Construction Co. Ltd.)と改名し、1930年に試験車両を製作した。この試験車は後にフェルタム・トラムと呼ばれるロンドン・ユナイテッド・トラムウエイ (LUT)、MET向100両の2階建て路面電車の先駆けとなった。
UCCはキングストン地区でLUTが運用していた路面電車の代替として60両のA1・A2形路面電車を製造している。この電車はフェルタムトラムの形状に酷似していた。
1933年にロンドン旅客運輸公社が政策により設立され、ロンドン地下電気鉄道も公社の一部となった。公社は車両の製造が出来ない枠組みとされたため、UCCは解散された。受注済の車両はメトロキャメルなどに引き継がれた。